# Alton B. Parker
Alton Brooks Parker, född 14 maj 1852 i Cortland, New York, död 10 maj 1926 i New York, var en amerikansk jurist och politiker. Han var demokraternas kandidat i presidentvalet i USA 1904.
Parker avlade 1873 juristexamen vid Albany Law School. Han arbetade sedan som advokat i Kingston.
Parker tjänstgjorde som domare i New Yorks högsta domstol 1885-1889. Han var chefsdomare vid New Yorks appellationsdomstol 1897-1904.
Demokraterna nominerade Parker till presidentkandidat på partiets konvent i Missouri 1904. Partiet hade i två tidigare presidentval nominerat William Jennings Bryan som stödde kongressledamoten William Randolph Hearst i presidentvalet 1904. Parker fick stöd från de mera konservativa demokraterna, bland andra Grover Cleveland. Även organisationen Tammany Hall stödde honom. Parker vann lätt redan i första omröstningen med 679 röster mot 181 röster för Hearst. Veteranpolitikern Henry G. Davis nominerades till Parkers vicepresidentkandidat. Parker och Davis förlorade stort i själva presidentvalet mot republikanerna Theodore Roosevelt och Charles W. Fairbanks.